# Daceton
Genre
Daceton est un genre de Fourmis de la famille des Myrmicinae.

## Liste des espèces
Selon GBIF (12 janvier 2024) :
- Daceton armigerum (Latreille, 1802) - Nord de l'Amérique du Sud[2]
- Daceton boltoni Azorsa & Sosa-Calvo - Brésil, Pérou[3].

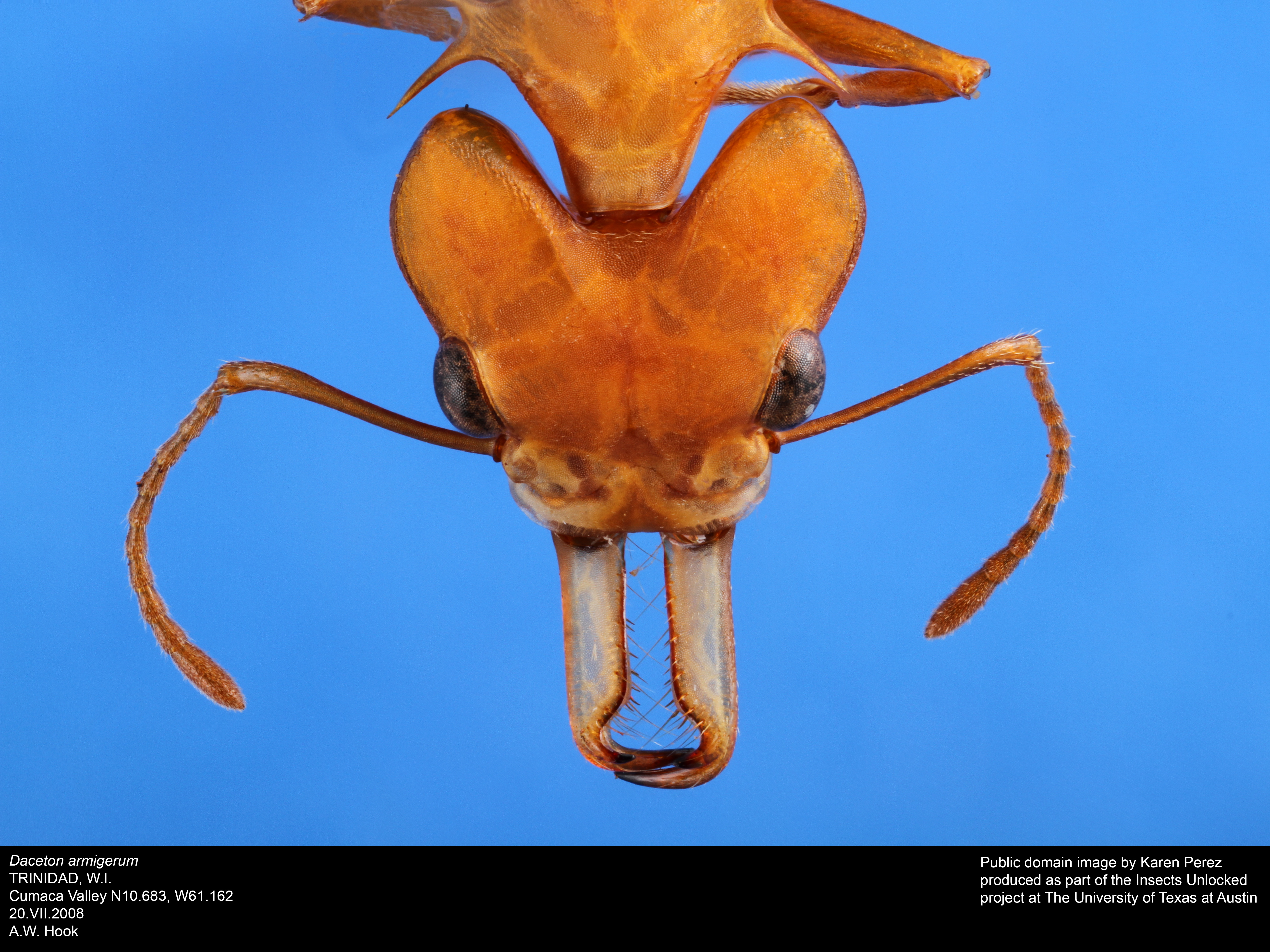
Tête de Daceton armigerum.

## Classification
Le nom valide complet (avec auteur) de ce taxon est Daceton Perty, 1833.
Daceton a pour synonyme :
- Dacetum Agassiz, 1846